# Emsalinur Kadın
Emsalinur Kadın (turco ottomano: امثال نور قادین, lett. "luce esemplare"; dopo la legge sul cognome del 1934: Emsalinur Kaya; Tbilisi, 2 gennaio 1866 – Istanbul, 1952) è stata una consorte del sultano ottomano Abdülhamid II.

## Biografia

### Infanzia
Emsalinur Kadın nacque il 2 gennaio 1866 a Tblisi. Suo padre forse era Omer Bey, o Mehmed Bey. Aveva una sorella minore, Tesrid Hanım, che sposò Şehzade Ibrahim Tevfik, figlio di Şehzade Mehmed Burhaneddin e nipote del sultano ottomano Abdülmecid I. Emsalinur era nota per la sua bellezza e la grazia. Da giovane entrò alla corte ottomana di Istanbul con sua sorella, dove venne rinominata Emsalinur.

### Matrimonio
Esmalinur sposò Abdülhamid II nel 1885 al Palazzo di Yıldız. Le fu dato il rango di "Quinta Consorte Imperiale", col titolo di Emsalinur Kadın. Il 30 novembre 1886, un anno dopo il matrimonio, diede alla luce la sua unica figlia, Şadiye Sultan. Nel 1895, fu elevata al titolo di "Quarta Kadın". Nel 1901, fu elevata al titolo di "Terza Kadın". Costruì una moschea a Kırkpınar nel 1907 e le fu donata una villa a Nişantaşı.
Il 27 aprile 1909, Abdülhamid II fu deposto, e inviato in esilio a Salonicco. Esmalinur non lo seguì, e rimase a Istanbul, nella sua villa a Nişantaşı. Dopo che Salonicco cadde in mano greca nel 1912, Abdul Hamid ritornò a Istanbul, e inviato al Palazzo di Beylerbeyi, dove morì nel 1918.

### Vedovanza e morte
Nel 1924, la dinastia ottomana venne esiliata.
Esmalinur seguì sua figlia a Parigi. Tuttavia, dopo essere rimasta un paio di anni lì, ritornò a Istanbul, e visse nuovamente nella sua villa a Nişantaşı.
Nel 1934, in seguito alla Legge sul cognome, prese il nome "Emsalinur Kaya". Dopo che la sua casa fu sequestrata e acquisita dal ministero delle finanze, Emsalinur visse in casa di sua nipote a Erenköy, la "Galip Paşa Mansion". Tuttavia, dopo che anche questa casa venne requisita e acquistata da Sabiha Gökçen, la prima aviatrice donna, nel 1948, Esmalinur divenne una senza tetto.
Il governo le accordò una rendita cento lire al mese, una somma insufficienza ad affittare una casa, il che la costrinse a vivere della carità degli ospizi pubblici.
Esmalinur Kadın morì in povertà nel 1952, all'età di ottantasei anni, e fu sepolta al cimitero di Yayha Efendi.

## Discendenza
Da Abdülhamid II, Emsalinur Kadın ebbe una figlia:
- Şadiye Sultan (30 novembre 1886 - 20 novembre 1977). Si sposò due volte ed ebbe una figlia.